# Nyctiophylax insectus
Nyctiophylax insectus là một loài Trichoptera hóa thạch trong họ Polycentropodidae.